# Clavija parvula
Clavija parvula är en viveväxtart som beskrevs av Carl Christian Mez. Clavija parvula ingår i släktet Clavija och familjen viveväxter. Inga underarter finns listade i Catalogue of Life.